# 내 몸에 손을 대지 마라
"내 몸에 손을 대지 마라"는 1961년 공개된 대한민국의 영화이다.

## 배역
- 엄앵란 : 숙영 역
- 주증녀 : 윤 마담 역
- 최무룡 : 영철 역
- 주선태
- 이대엽
- 전계현
- 이예춘 : 만호 역